# Шмакова, Фрида Андреевна
Фрида Андреевна Шмакова (4 июля 1927 год, Павловский Посад, Московская губерния, РСФСР, СССР — 2 февраля 1986) — колхозница, бригадир тракторной бригады колхоза «Пахта-Арал», Герой Социалистического Труда (1957).

## Биография
Родилась 4 июля 1927 года в городе Павловский Посад Московской области. В 1941 году вместе со семьёй переехала в Южный Казахстан. В возрасте 14 лет окончила курсы трактористов, после чего стала работать в колхозе «Пахта-Арал» Ильичёвского района Южно-Казахстанской области. В 1945 году была назначена бригадиром тракторной бригады. В начале 1960 года возвратилась в Павловский Посад. С 1961 года работала ткачихой на фабрике имени Свердлова в Павловском Посаде.
В 1956 году собрала за 23 дня 84,5 тонн хлопка-сырца. Указом Президиума Верховного Совета СССР от 8 июня 1957 года «за выдающиеся успехи, достигнутые в деле развития советского хлопководства, широкое применение достижений науки и передового опыта в возделывании хлопчатника и получение высоких урожаев хлопка-сырца» удостоена звания Героя Социалистического Труда с вручением ордена Ленина и золотой медали «Серп и Молот».

## Награды
- Герой Социалистического Труда;
- Орден Ленина (1957);
- Медаль «За доблестный труд в Великой Отечественной войне 1941—1945 гг.».